# Olmedo (Hiszpania)
Olmedo – gmina w Hiszpanii, w prowincji Valladolid, w Kastylii i León, o powierzchni 128,79 km². W 2011 roku gmina liczyła 3868 mieszkańców.